# 북경공인자치연합회
북경공인자치연합회(중국어 간체자: 北京工人自治联合会, 병음: Běijīng gōngrén zìzhì liánhéhuì), 통칭 공자련(工自联)은 1989년 천안문 사태 당시 시위대 측에 참여한 주요 노동자 조직이었다. 1989년 4월 전 서기장 후야오방의 죽음을 애도하는 분위기 속에서 설립되었다. 공자련은 중국공산당의 부패를 비판하고, 어용노조인 중화전국총공회와 달리 당을 감시할 수 있는 독립노조를 추구했다.
공자련은 일반적인 노동조합과 달리 개별 공장과 작업장에 지회를 설치하지 않았다. 그럼에도 1989년 5월 발령된 계엄령에 대한 저항 과정에서 영향력과 활동을 확대해나갔다. 6월 3일 저녁의 유혈진압 이후 중국공산당은 공자련을 불법조직으로 규정하고 지도자들을 체포했다.